# Muhammad Ali (pasza)
Muhammad Ali (arab. ‏محمد علي باشا‎ = Muhammad 'Alī Bāšā, ur. ok. 1769 w Kawali, zm. 2 sierpnia 1849 w Kairze) – wicekról Egiptu w latach 1805–1848 oraz 1848–1849. Często nazywany przez historyków twórcą potęgi tego kraju. Założyciel dynastii panującej w Egipcie do połowy XX wieku.
Podczas inwazji Napoleona na Egipt był członkiem oddziału albańskiego walczącego w wojsku osmańskim przeciwko Francuzom. Wsparty po ewakuacji francuskich wojsk przez lokalnych przywódców wymusił na sułtanie przyznanie tytułu paszy.
Zorganizował czynny opór wobec inwazji brytyjskiej powstrzymując Anglików przed opanowaniem Egiptu. Poskromił wewnętrzną opozycję, krwawo rozprawiając się z mamelukami, za co został skrytykowany na arenie międzynarodowej. Przy pomocy zagranicznych specjalistów, pochodzących głównie z Francji, ulepszył armię i przyczynił się do rozwoju gospodarki.
Prowadził wiele wojen (w Arabii, Sudanie, Grecji oraz przeciwko sułtanowi w Syrii i w Turcji), których celem było przekształcenie Egiptu w imperium. Początkowo Muhammad, walcząc przeciwko słabym i skłóconym plemionom, wygrywał każdą wojnę. Jednak gdy doszło do konfrontacji z krajami zachodnimi, której zwieńczeniem była klęska pod Navarino, pasza Egiptu został zmuszony do radykalnego zredukowania kosztownej armii.
Dzięki centralizacji władzy przeprowadził reformę rolną, administracyjną i edukacyjną. Określany mianem „obrońcy fellahów” stworzył przepisy, mające na celu ochronę ludności wiejskiej przed wyzyskiem ze strony posiadaczy ziemskich. Za jego panowania powstawało wiele fabryk, portów, rozwijały się miasta, handel i rzemiosło. Wprowadził monopol państwowy na większość strategicznych towarów. Za rządów Muhammada chłopi rozpoczęli masową uprawę bawełny, co w kolejnych latach doprowadziło do przekształcenia gospodarki Egiptu w monokulturową.
Przeprowadzane reformy w armii, zmianę systemu podatkowego oraz zmiany administracyjne oparł na wzorcach europejskich, które ze zmiennym szczęściem starał się zaadaptować do lokalnych warunków. Określany mianem „wschodniego despoty” scentralizował władzę w kraju, dzięki czemu doszło do szybkiego rozwoju państwa w początkowych latach panowania. Pod koniec rządów stworzony przez niego system ujawnił jednak swoje wady.

## Pierwsze lata
Muhammad Ali urodził się w miejscowości Kawala, leżącej w północnej Grecji, na granicy z Macedonią, a wchodzącej w skład imperium osmańskiego. Jego ojciec był agą policji. Muhammad wcześnie został sierotą. Opiekujący się nim wujowie nauczyli go przede wszystkim żołnierki. W wieku 18 lat ożenił się z krewną gubernatora Kawali. Nie była ona jego jedyną kobietą (później posiadał wiele nałożnic, z którymi podobno miał aż 90 dzieci).
W młodości utrzymywał się z handlu tytoniem. Następnie został oficerem w armii osmańskiej. W 1799 roku został zastępcą dowódcy 300-osobowego oddziału skierowanego pod Abukir, gdzie doszło do bitwy z Francuzami. Po tej potyczce Muhammad został dowódcą wydzielonego oddziału, a dwa lata później generalnym dowódcą sił albańskich walczących dla imperium.

## W stronę imperium
W 1798 roku Napoleon Bonaparte zaatakował należący do Turcji Egipt. Pokonał mameluków w bitwie pod piramidami. W 1799 roku jednak francuska armia wycofała się z Afryki zostawiając jedynie kilka oddziałów okupacyjnych, których resztki dokonały odwrotu w dwa lata później. Sułtan wysłał w celu odbicia Egiptu zbrojną ekspedycję, jednak narodowościowe i polityczne podziały wewnątrz armii uniemożliwiały skuteczne działanie. Państwo ogarnęła anarchia, a w społeczeństwie narastała irytacja z powodu przedłużającej się tureckiej okupacji. Muhammad Ali, młody oficer, zaczął tworzyć podstawy władzy, złożonej z lokalnych szejków, duchownych i bogatych kupców z Kairu. Dzięki sojuszowi z lokalnymi szejkami oraz ulemami Muhammad zyskiwał sobie coraz większe rzesze zwolenników. Po objęciu legalnie władzy nagrodził swych byłych sprzymierzeńców wpływowymi posadami, do których należało m.in. przedstawicielstwo we władzach miejskich lub przywództwo duchowe.
Gdy siły francuskie opuszczały Egipt w 1801 roku, ich miejsce zajęły, za zgodą Stambułu, siły brytyjskie. Do Egiptu powracały również siły mameluckie, zainteresowane ponownym przejęciem władzy. Wkrótce doszło do konfliktów pomiędzy starszyzną mamelucką a Turkami. W 1801 roku zgromadzonym na dziedzińcu kairskiej cytadeli mamelukom odczytano sułtańskie orędzie, które głosiło amnestię oraz gwarantowało utrzymanie włości przez starych właścicieli. Po tej ceremonii Turcy niespodziewanie otwarli ogień do mameluków zabijając większość spośród zgromadzonych. Zaniepokojeni tym incydentem Brytyjczycy wymusili zwolnienie z więzień opozycjonistów. Mamelucy, świadomi zagrożenia, zaczęli koncentrować swe siły w Górnym Egipcie.
Nowym paszą Egiptu został Muhammad Chusrew. W 1803 roku, na mocy pokoju z Amiens między Francją a Wielką Brytanią, wojska angielskie opuściły Egipt. Trzecia część kraju kontrolowana była przez siły podporządkowane Chusrewowi. Jednak skonfliktowane środowisko mameluckie nie potrafiło dojść do porozumienia i opracowania wspólnej polityki zarządzania państwem. Powstało wśród nich kilka zwalczających się nawzajem frakcji.
W tym samym roku nieopłacana gwardia albańska Muhammada zbuntowała się. Zaatakowano Chusrewa, który musiał ratować się z Kairu ucieczką. Muhammad zawarł krótkotrwały sojusz z jednym z przywódców mameluckich. Wspólnymi siłami Muhammad Chusrew został pojmany i uwięziony. Kolejny pasza przysłany na polecenie Stambułu został pochwycony i stracony. Wszystkie te działania niewątpliwie wskazują na rodzącą się świadomość narodową Egipcjan, jako narodu będącego pod okupacją Turków. Muhammad działał w tym czasie na dwa fronty: starał się być lojalny wobec Stambułu (jego gwardia była opłacana z pieniędzy mameluków), ale zarazem dążył do zdobycia pełni władzy.

## Walka z opozycją mamelucką
W tych niespokojnych latach paszą Aleksandrii był Churszid. Jego siły nie były zdolne do stawienia oporu Beduinom ponawiającym swoje ataki wraz z mamelukami na karawany. Muhammad Ali pozostawał na razie bezczynny, obawiał się porzucić Kair, by nie stracić nieugruntowanej władzy. Muhammad uzależnił od siebie Churszida dostarczając mu oddziały mające służyć do zaprowadzenia względnego spokoju. Muhammad został zmuszony do wypłaty żołdu swym żołnierzom, więc zażądał od paszy Aleksandrii, by ten wziął okup od najbogatszych obywateli i opłacił pobranymi pieniędzmi albańską gwardię. Pieniądze te pierwotnie Churszid miał przekazać mamelukom, ale uzależniony od Muhammada musiał wykonywać jego polecenia. Dlatego też obiecane mamelukom pieniądze trafiły w ręce Muhammada, rywalizującego obecnie ze swymi byłymi sprzymierzeńcami. Sojusz mameluków z Muhammadem przestał istnieć.
Mamelucy, pragnąc pozbyć się nieprzyjaciela, doprowadzili do odcięcia Kairu od dowozu żywności. W mieście zaczął panować głód i anarchia, władza nie była w stanie egzekwować posłuszeństwa wobec prawa. Churszid Pasza zaczął spiskować przeciwko swemu sojusznikowi, nie przekazał mu mianowicie obiecanego żołdu dla albańskich żołnierzy. Wtedy to Muhammad zdecydował się na uzyskanie poparcia kairskich szejków i ulemów. Zamierzano uwięzić Churszida, jako zwierzchnika przysłanego przez okupantów, lecz ten zbiegł do cytadeli w centrum Kairu. Zniecierpliwiona ludność obwołała 9 maja 1805 roku Muhammada paszą Egiptu. Rozpoczęto oblężenie cytadeli. Przysłany do zaprowadzenia pokoju turecki negocjator nie wypełnił swego zadania. W październiku, po kilku miesiącach oporu, Churszid skapitulował.
Stambuł, inspirowany w swych działaniach przez Londyn, złożył Muhammadowi propozycję objęcia namiestnictwa bądź w Salonikach, bądź na Krecie. Jednak lokalni egipscy szejkowie poprosili o nominację na paszę Egiptu właśnie Muhammada. Turcja obawiała się silnej władzy w swej najbogatszej prowincji, wolała, by panował w niej chaos i władza skłóconych ze sobą mameluków. Przekupiony przez Muhammada negocjator powrócił do Stambułu, gdzie przekazał informację o jego silnej pozycji w Egipcie. Decyzją sułtana dowódca wojsk albańskich został mianowany w 1806 roku paszą Egiptu.
Stambuł wyraził zgodę, by Muhammad zarządzał terytorium, co ten uznał za swój sukces, ponieważ mógł teraz poświęcić się odbijaniu kolejnych części Dolnego Egiptu i całego Górnego będącego w rękach mameluków podzielonych na dwa duże obozy. Wiedział, że oficjalnie Turcja nie zaatakuje go jako swego wasala, gdyż byłoby to zaprzeczeniem poprzedniej decyzji o przyznaniu mu władzy.

## Walka o utrzymanie stabilności Egiptu
Wielka Brytania i Francja wspierały nie Muhammada, lecz mameluków. Co ważniejsze, każde z tych państw wspierało oddzielną, skonfliktowaną z innymi frakcję. W ten sposób mamelucy i ich europejscy sojusznicy nie mogli połączyć sił przeciwko albańskiemu przywódcy. W marcu 1807 roku Brytyjczycy zajęli Aleksandrię, tłumacząc się pomocą w zakończeniu wojny domowej. Po zerwaniu postanowień pokojowych z Amiens Francuzi i Anglicy znaleźli się po przeciwnych stronach barykady. Chcąc uprzedzić możliwy atak francuski na Egipt, Brytyjczycy uczynili to pierwsi.
Sytuacja Muhammada była krytyczna. Wzmocnił on jednak swoją pozycję i uspokoił żołnierzy oraz ludność cywilną dzięki pokonaniu Brytyjczyków pod Rosettą 31 marca 1807 roku (oddziały angielskie pragnące zabezpieczyć punkt zaopatrzeniowy w Delcie Nilu wyruszyły w stronę Rozetty, jednak po drodze armia egipska pokonała część ich wojsk i wzięła licznych jeńców). Po pertraktacjach siły brytyjskie opuściły Egipt wraz z odzyskanymi jeńcami, których Muhammad nakazał traktować nadzwyczaj łagodnie. Co więcej, pasza Egiptu obiecał chronić handel brytyjski w rejonie Morza Czerwonego, gdyż tamtędy przebiegał ważny szlak w kierunku Indii.
Kraj po okupacji i wojnie był zniszczony; nie było pieniędzy na utrzymywanie albańskiej gwardii, wzrastało niezadowolenie w społeczeństwie. Kulminacją sporów był nieudany zamach na Muhammada zorganizowany przez nieopłacanych żołnierzy pod koniec 1807 roku. Ali musiał również walczyć ze swymi byłymi sojusznikami: szejkami i ulemami. Państwo zostało wydobyte z ruiny dzięki rozwojowi handlu i wprowadzeniu państwowych monopoli. Głównym importerem stała się Wielka Brytania zainteresowana w utrzymywaniu swej floty na Morzu Śródziemnym. Ponadto, zwiększając handel z Anglią, utrudniał Muhammad ten proceder mamelukom wciąż broniącym się w całym Górnym Egipcie.

Masakra mameluków

Po kilku latach Muhammad był w stanie wreszcie wypłacić żołd swej armii. Brytyjczycy potwierdzili swe zainteresowanie w nowych kontraktach handlowych na wypadek wojny Egiptu z Turcją i obiecali Muhammadowi zawarcie równoprawnych stosunków dyplomatycznych.
Muhammad negocjował, aby zmusić mameluków do uległości, jednak bez skutku. W 1811 roku zaprosił wszystkich mameluckich emirów na ceremonię przekazania władzy nad armią swemu synowi Tusunowi, który miał pokonać wahhabitów w Arabii. Gdy pochód mameluckich książąt przechodził przez ogrodzoną aleję Bab al-Azab i Majdan Rumelia, Muhammad rozkazał swym żołnierzom zamknąć bramy i otworzyć ogień do bezbronnych emirów, z których podobno uratował się tylko jeden. W następnych dniach Muhammad kazał wymordować pozostałych przy życiu mameluków. Niszczono także ich domostwa, gwałcono kobiety. Ambasadorzy Wielkiej Brytanii i Francji osobiście pogratulowali paszy sukcesu i pomyślnego zamknięcia całej sprawy. Od tej pory Muhammad stał się niezależnym w swych decyzjach władcą; zmierzał do reformy całego państwa, a tymczasem obsypywał łaskami członków swej rodziny i osoby, z którymi długo był związany.

## Nowoczesna armia
Muhammad zdawał sobie sprawę, że armia, dzięki której zdobył w Egipcie władzę, złożona z miejscowych rekrutów (zaciężnych Albańczyków i janczarów), etnicznie podzielona, nie byłaby dobrym narzędziem walki w kolejnych wojnach. Ponadto wiedział z własnego doświadczenia, że armia francuska, przeciwko której walczył w 1799 roku, była o wiele lepiej przygotowana. Posłuszni, dobrze wyćwiczeni fizylierzy współdziałający z artylerią i wsparciem jazdy, zniszczyli mniej zdyscyplinowane oddziały mameluckie.
Kolejną zaletą nowoczesnej armii, zbliżonej jakością do europejskiej, byłoby powstanie alternatywnych wojsk złożonych z janczarów i mameluków. Do tej pory te odrębne formacje, po zdobyciu uprzywilejowanej pozycji, stawały się niemalże osobnymi armiami, które same wybierały swych dowódców. Władca z taką siłą musiał się liczyć. Gdy sułtan turecki Selim III postanowił stworzyć oddziały o podobnym wyszkoleniu jak janczarzy, lecz nie tak wpływowe, oficerskie koła janczarskie zdecydowały się na obalenie władcy. Była to wyraźna przestroga dla Muhammada.
W 1819 roku Muhammad rozpoczął reformę wojskową. W 1823 roku ogłosił pobór do wojska chłopów z Górnego Egiptu. Rekruci byli szkoleni pod okiem francuskiego oficera znanego pod pseudonimem Sulejman Pasza. Opierano się na napoleońskim sposobie walki. Nowa armia została nazwana nizam jadid („nowy system”). Siły te zachowywały się karnie podczas bitwy, były posłuszne dowództwu, początkowo służyły do tłumienia powstań w różnych częściach Egiptu. Nowe oddziały były wierne wicekrólowi, a nie swym lokalnym przywódcom.
W Egipcie za panowania Muhammada Alego rekrutów zdobywano za pomocą branki. Fellahów otaczano we wsi, a następnie siłą doprowadzano do lekarza, który zwalniał jedynie niezdolnych do walki. W pewnym okresie w wojsku służył co szósty Egipcjanin. W sumie w skład armii wchodziło około 180 000 żołnierzy: piechoty, kawalerii, artylerzystów i wojsk inżynieryjnych.

### Flota
Podstawową przyczyną utworzenia egipskiej floty była walka z wahhabickimi piratami na Morzu Czerwonym. Okręty kupowano głównie we Francji i we Włoszech. Nowo stworzona flota została całkowicie zniszczona podczas bitwy pod Navarino.
Po roku 1827 Muhammad po raz drugi podjął próbę utworzenia silnej, konkurencyjnej wobec tureckiej, marynarki. Budowę okrętów rozpoczęto także na miejscu, w Egipcie. Podczas starcia z Turcją, w roku 1831, Muhammad dysponował 11 liniowcami, 6 fregatami, 5 korwetami, 5 brygami, 4 goeletami, 2 kutrami. Służyło w niej 15 000 ludzi.

### Organizacja wojska
Organizacja armii została w całości oparta na wzorcu armii napoleońskiej, co objęło regulamin, stopnie wojskowe, a nawet muzykę. Oficerami byli głównie Turcy i Francuzi (stąd poparcie tego kraju dla Muhammada i wpływy na jego dworze), gdyż żołnierze tych państw posiadali niezbędne wyszkolenie i doświadczenie. Chociaż zachowano kary cielesne, to władcy nakłaniali dowódców, by ich nie stosować. W Egipcie nie narodził się jeszcze patriotyzm, który przejawiałby się w ochoczym wstępowaniu do armii. Wojsko tworzono siłą, bowiem administracja nie była w stanie przeprowadzić normalnego poboru, w dopiero co powstałym państwie, zbyt kruche były więzi łączące obywateli ze strukturami władzy.

## Kampanie w latach 1811–1824
Już w rok po mianowaniu paszą Egiptu Muhammad został zmuszony do odpierania ataków armii brytyjskiej. Skutecznie obroniwszy swój kraj Muhammad rozpoczął rozprawę z opozycją mamelucką. Uciekinierzy założyli w 1811 roku na terenie Sudanu miasto Dongola. Ostateczną rozprawę z mamelukami przerwała kampania przeciwko wahhabitom, toczona w latach 1811–1818 na terenie Arabii. Tam talentami wojskowymi wsławił się syn Muhammada Ibrahim.

### Kampania arabska

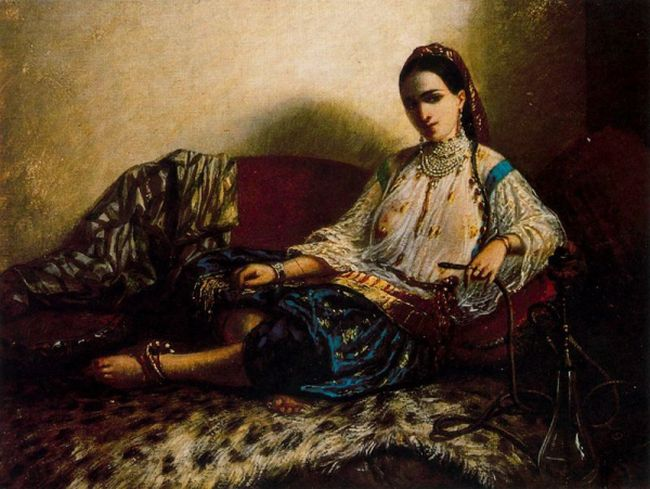
Tusun Pasza

Wyprawa do Arabii jawiła się niezwykle korzystnie dla Muhammada – mógł pozbyć się kłopotliwych oddziałów albańskich i oddalić od siebie „elementy zapalne”. Sułtan prowadził w tym czasie wojnę z Rosją i nie mógł samodzielnie oswobodzić Arabii.
Armia w liczbie 8000 żołnierzy pod dowództwem Tusuna wyruszyła do Medyny. Pierwsza bitwa zakończyła się klęską sił paszy. Muhammad obwinił o przegraną Albańczyków. Wahał się nawet czy nie zakończyć źle rozpoczętej kampanii. Jednak po początkowym niepowodzeniu Tusun zdobył Mekkę, Medynę oraz Dżuddę. W 1813 roku Muhammad osobiście odwiedził Mekkę.
Aby zapewnić dostateczną liczbę wojsk w Arabii, a nie chcąc uszczuplać i tak nikłych wojsk stacjonujących w Egipcie, Muhammad przeprowadził brankę w Sudanie i Grecji. W 1814 roku słabo wyszkolone oddziały poniosły porażkę pod Taifą. Zbieg okoliczności, jakim była śmierć jednego z wahhabickich przywódców, przechylił jednak szalę zwycięstwa na stronę Egipcjan. Oddziały wahhabitów przestały ze sobą współpracować. Zmarłego na dżumę Tusuna zastąpił jego brat Ibrahim Pasza. Po kilku latach walk i oblegania stolicy wahhabitów Diraii oddziały Ibrahima przyjęły kapitulację Arabów. Zwycięski wódz został mianowany paszą Hidżazu oraz Abisynii, co oznaczało oficjalne uznanie przez Stambuł całej Afryki Środkowo-Wschodniej za strefę wpływów Egiptu.
Kampania arabska pozwoliła pozbyć się wreszcie oddziałów albańskich, zreorganizować oddaną sobie armię i odbudować prestiż. Muhammad podjął pierwszy krok w stronę uniezależnienia się od sułtana. Zdobycie Arabii niosło w sobie zarodek możliwej w przyszłości konfrontacji egipsko-angielskiej, o której na razie nikt nie myślał. Sytuacja miała zmienić się dopiero po zdobyciu przez Anglię Adenu.

### Kampania sudańska
W rok po zakończeniu działań w Arabii i zdobyciu świętych miejsc islamu Mekki i Medyny Muhammad postanowił zorganizować wyprawę do Sudanu i Etiopii. Kraje te uznawane były przez Egipt za lenna i zobowiązane były, według Muhammada, do płacenia trybutu.
Pierwszym celem wyprawy sudańskiej było zdobycie niewolników, którzy mieli stanowić trzon nowej, zmodernizowanej armii. Drugim celem było przejęcie dwóch portów leżących nad Morzem Czerwonym: Suakinu i Massawy. Opanowanie tych miast pozwoliłoby Egiptowi na kontrolę szlaków handlowych na Morzu Czerwonym i pielgrzymkowych do Mekki i Medyny, co niewątpliwie zwiększyłoby dochody państwa niezbędne dla wyszkolenia i uzbrojenia wojska. W Egipcie krążyły również opowieści o legendarnych bogactwach Sudanu i znacznych zasobach złota, co było jedynie chwytem propagandowym, gdyż kraj ten okazał się ubogi w szlachetne kruszce.

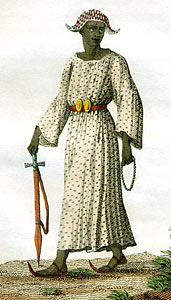
Król Sennaru

Wyprawa wyruszyła z Kairu latem 1820 roku. Jej dowódcą został drugi z synów Muhammada, Ismail. Uważany był za osobę odpowiedzialną, która powinna rozsądnie pokierować wojskiem. Trasa czterotysięcznej armii miała biec wzdłuż Nilu w kierunku Sennaru, Darfuru i Kordofanu. Wyprawa była wyczerpująca: 3000 km wzdłuż rzeki, w upale, poprzez pustynie. Armia była zmuszona do zakładania po drodze stałych posterunków, co eliminowało pewną część wojska. Interesy egipskie zaczęły ścierać się z wpływami brytyjskimi, Anglicy bowiem dążyli do przejęcia Morza Czerwonego jako szlaku do Indii.
W październiku zdobyto Dongolę i przyjęto hołd od lokalnych wodzów wspierających działania egipskie. Sennar, stolica Fundż, poddał się 14 czerwca 1821 roku. Wcześniej zdobyto szereg miast leżących na drodze marszu wzdłuż Nilu. Wcielono też do armii pozostałych przy życiu mameluków. Wielokrotnie dochodziło do rozbojów i grabieży. Pomimo to Ismail utrzymywał względną dyscyplinę.
Gdy nadeszła pora deszczowa, w armii pozostało jedynie pół tysiąca zdatnych do boju ludzi. Reszta bądź zmarła z powodu chorób, bądź nie była w stanie kontynuować marszu. Położenie wydawało się fatalne. Sytuację opanował przybyły w sierpniu z Egiptu Ibrahim Pasza.
W tym czasie druga armia pokonała sułtana Darfuru. Pod koniec roku 1821 nowo zmobilizowane wojsko wyruszyło na południe. Zdobyto 30 000 niewolników, z czego w Kairze znalazła się jedynie połowa; reszta nie przeżyła trudów podróży. Ismail nie wykonał zadań nakazanych przez ojca. Nie przysyłał dostatecznej liczby niewolników, a jego psychika uległa zmianom pod wpływem ciągłych mordów i gwałtów dokonywanych na lokalnej ludności. W końcu został zamordowany za znieważenie jednego z lokalnych przywódców. Wybuchło nieskoordynowane, szybko stłumione powstanie antyegipskie. Muhammad wysłał dodatkowych żołnierzy do spacyfikowania podbitych terenów. Operująca w Sudanie druga armia pod dowództwem Muhammada, zięcia Muhammada Alego, dokonywała pogromów ludności. Jej działania przyczyniły się do znienawidzenia okupantów.
W roku 1822 założony został Chartum, odtąd siedziba gubernatora. W połowie 1823 roku przywrócono spokój. Podczas całej tej kampanii trwającej 2 lata zabito około 50 000 Sudańczyków, ponad 30 000 wysłano do Egiptu, ale przeżyło niewielu. Walki w tym rejonie trwały do 1826 roku. Marzenia Muhammada o stworzeniu silnych oddziałów złożonych z sudańskich niewolników oraz ogromnego imperium (Sudan, Etiopia) legły na razie w gruzach.
Koniec lat 40. to zmiana krajobrazu rolniczego Sudanu. Muhammad zdecydował o rozpoczęciu uprawy bawełny oraz trzciny cukrowej, co spowodowało, że region ten zaczął stawać się coraz bogatszy. Działania Egipcjan nie spotkały się z poparciem najbardziej zainteresowanego tym regionem, czyli Wielkiej Brytanii, która domagała się od Muhammada interwencji mającej poskromić piratów w okolicach Adenu. Pasza nie chciał narażać się sułtanowi, ponadto kłopoty Anglików były mu na rękę.

## Kampania przeciw Grekom

### Walki na Krecie
W 1822 roku wybuchło na Krecie i Peloponezie antytureckie powstanie, zwane wojną o niepodległość Grecji. Początkowo Muhammad wspierał rebeliantów greckich, jednak gdy sułtan w rok później mianował go namiestnikiem Krety (Kandii) Muhammad zdecydował się opowiedzieć po stronie tureckiej, co dawało możliwość prowadzenia własnej polityki zagranicznej. Dowódcą wojsk egipskich został zięć Muhammada, Hasan Pasza. Armia egipska była niezwykle brutalna podczas pacyfikacji wysp greckich.

### Walki w Morei
W roku 1824 władca Egiptu został namiestnikiem Peloponezu (Morei). Naturalnie musiał zdobywać Moreę, podobnie jak Kretę, bez pomocy Stambułu. Muhammad okazał się pragmatykiem, który był świadomy ogromnej szansy uzyskania suwerenności przez Egipt, dlatego ponownie zdecydował się na współpracę ze swym seniorem. W wyprawie na Moreę wzięło udział 16 000 żołnierzy pod dowództwem Ibrahima Paszy oraz ponad 150 okrętów. Stłumienie powstania kosztowało Egipt sporo sił i kosztów. Muhammad musiał zakupić nowe okręty oraz przekupywać niektórych greckich rebeliantów. Dopiero rok 1825 przyniósł odmianę sytuacji na Peloponezie, a w kwietniu 1826 roku zdobyto główną twierdzę powstańców Missolunghi. Kilka tygodni później padły Ateny.

Grecja na ruinach Missolunghi

### Zainteresowanie międzynarodowe
Po zdobyciu Aten w konflikt wmieszały się mocarstwa europejskie: Wielka Brytania, Austria oraz Rosja. Anglicy proponowali Grecji rozpoczęcie płacenia trybutu nie Turcji, jak do tej pory, lecz Egiptowi. Austriacy nakłaniali Egipcjan, by ci jak najszybciej stłumili powstanie, co miało zapobiec rozszerzeniu się go także na austriackie prowincje. Europie zależało na zdławieniu buntu, ponieważ na Morzu Śródziemnym zaczęły grasować grupy greckich piratów atakujące wszystkie statki.
Muhammad Ali pragnął wycofać się z Grecji, nie wchodząc w konflikt z sułtanem, dlatego chciał namówić Wielką Brytanię i Francję, by te dokonały pozorowanego ataku na Aleksandrię. Wtedy egipska armia będzie musiała wycofać się z Grecji, a sam pasza wymusi na sułtanie nominację na paszę Damaszku i Syrii, która miała większe znaczenie strategiczne dla Egiptu niż Peloponez. Jednak plany zostały pokrzyżowane przez mocarstwa europejskie, które zażądały od Muhammada jedynie neutralności w konflikcie, niczego nie oferując w zamian.
Chcąc zademonstrować swą siłę flota europejska wpłynęła do zatoki Navarino, nie myśląc wcale o konfrontacji zbrojnej. Siły sprzymierzonych, które wylądowały w zatoce Navarino, były zdecydowanie skromniejsze (27 okrętów, posiadały mniejszą ilość dział, lecz większego kalibru), ale marynarze europejscy byli lepiej wyszkoleni i dysponowali lepszą technicznie bronią. Muhammad, świadom słabości swej floty, poprosił sułtana Mahmuda II o rozważenie statusu Grecji i negocjacje pod patronatem Austrii. Niechętny temu rozwiązaniu władca Turcji odmówił. Uważał, że siła floty europejskiej nie może pokonać floty osmańskiej.
Muhammad niechętnie wysłuchał rozkazów. Do rozstrzygnięcia doszło 20 października 1827 roku podczas bitwy pod Navarino, gdzie niemalże cała turecka flota została doszczętnie zniszczona. Historycy nazywają tę bitwę „egzekucją” z powodu nierówności w wyszkoleniu załóg oraz liczby dział. Warto nadmienić, iż większość okrętów floty egipsko-tureckiej poszła na dno, podczas gdy żaden okręt przeciwnej strony nie zatonął. Brytyjczycy i Francuzi nie podzielali ogromnej radości Greków ze zwycięstwa, gdyż pobita Turcja przestawała stanowić równoważną siłę dla Rosji w tym rejonie. Był to ostatni raz, gdy władca Egiptu pełnił funkcję głównodowodzącego armii sułtana.

### Konsekwencje
Turcja wyszła z tego konfliktu bardzo osłabiona. Teraz Egiptowi zależało, by stać się równorzędnym partnerem dla Wielkiej Brytanii i Francji. Chciał włączyć się w negocjacje o podział wpływów. Stał się podmiotem, z którym należało się liczyć, kierując się sprawami śródziemnomorskimi i bliskowschodnimi. Ale zmieniając oblicze międzynarodowe, Egipt musiał zmienić się także wewnętrznie.
Po greckiej wojnie o niepodległość Muhammad był w stanie ocenić przydatność swoich nowo stworzonych wojsk. Armia lądowa sprawowała się dobrze, ale kampania ujawniła, że część oficerów nie potrafiła właściwie dowodzić nowym wojskiem w polu. Armia tworzona w systemie nizam jadid nie brała udziału w walkach na morzu, w związku z czym wicekról musiał polegać na mniej zdyscyplinowanych marynarzach.
Muhammad poradził sobie z tą kwestią podobnie jak wtedy, gdy zmodernizował armię lądową. Zatrudnił francuskich oficerów, których zadaniem było szkolenie żołnierzy przeznaczonych do służby na morzu. Rozwiązane zostały stare regimenty, a cała armia miała opierać się jedynie na nowym systemie. By zapewnić rekrutów do nowych oddziałów Muhammad ponownie zarządził brankę egipskich chłopów.

## Pomiędzy Wielką Brytanią a Francją
Francja zainteresowana osłabieniem prowincji tureckich, w których rzeczywista władza Stambułu była iluzoryczna – Trypolisu, Tunisu i Algieru – zdecydowała się na współpracę z Egiptem; celem miało być zajęcie tych terenów przez wojska egipskie opłacane przez Francuzów.
Koniec lat 20. XIX wieku to okres niezwykle burzliwy w Europie, dlatego też Francuzi niepewni reakcji Wielkiej Brytanii oraz państw ościennych postanowili naprawić swe stosunki z państwem Muhammada Alego i namówić go na interwencję zbrojną. Muhammad wierzył, że dzięki uzyskanym pieniądzom zreformuje własną flotę. Do Algieru miało wyruszyć 20 000 Egipcjan. Na początku roku 1830 Anglia złożyła oficjalny protest w sprawie interwencji Egipcjan, podobnie uczyniła Porta. Sprawy europejskie potoczyły się tymczasem po myśli Francji. Kraj ten nagle zrezygnował z usług wojsk Muhammada i zdecydował się samodzielnie zdobyć tereny północnoafrykańskie, co w końcu udało się.
Pozostawiony sam sobie Muhammad postanowił zwrócić się w stronę Wielkiej Brytanii. Pasza Egiptu liczył na poparcie Wielkiej Brytanii, którego jednak się nie doczekał. Anglicy nie chcieli zmian korzystnego dla nich ładu. Obawiano się również reakcji Rosji podczas podboju Turcji przez Muhammada. Nie posiadający pewnego wsparcia któregoś z mocarstw europejskich pasza zadecydował o zaatakowaniu Syrii i Libanu bogatego w drewno (możliwość budowy statków) i o dobrym położeniu strategicznym (możliwość dalszej ekspansji na północ bądź na wschód).

## Konflikt z Turcją (1831–1833)
Podobnie jak władcy starożytnego Egiptu, Muhammad pragnął panować nad terytorium Syrii ze względu na jej strategiczne położenie i bogactwa naturalne. Po stworzeniu silnej armii Muhammad nakazał synowi, Ibrahimowi Paszy, najechać Syrię pod pretekstem zmuszenia zbiegłych 6000 egipskich chłopów do powrotu do ojczyzny. Muhammad wcześniej kilkukrotnie domagał się przyznania władzy nad tymi terenami, lecz Stambuł ciągle wynajdywał nowe powody, dla których nie chciał wypełnić życzenia swego wasala. Argumentacja paszy była następująca: Morea, która miała zostać prowincją zarządzaną przez niego, weszła w skład Grecji, a Kreta była całkiem wyludniona. Z tego powodu domagał się rekompensaty od sułtana i zadośćuczynienia za pomoc.
Muhammad przeprowadził ogromną brankę fellahów, która sięgnęła około 150 000 żołnierzy. Sprzeciwiający się interwencji wojskowi i duchowni zostali wymordowani.
Egipska armia zdobyła Akkę po sześciu miesiącach oblężenia (od 3 listopada 1831 roku do 27 maja 1832 roku), a następnie ruszyła w kierunku Anatolii. Ludność miejscowa witała dowodzącego Ibrahima z radością, gdyż pamiętano jego zasługi w tłumieniu powstania greckiego. Ponadto Ibrahim zmniejszył wszystkie podatki od ludności kurdyjskiej oraz pielgrzymów.
Muhammad chciał obalić dynastię Osmanli i przejąć władzę nad imperium. Jednak w przeciwieństwie do syna chciał tego dokonać dyplomatycznie. Zamierzał usunąć sułtana Mahmuda II, a w jego miejsce powołać na tron syna sułtana, Abdülmecida, którego poczynania byłyby kontrolowane przez Kair. Działania Muhammada wspierała Francja, licząc, że jako sojusznik Egiptu zyska najwięcej.
W roku 1832 zaczęto wycofywać w całym Imperium Osmańskim z obiegu monety tureckie, motywując to zbyt wysoką inflacją. W planie było wprowadzenie monet z wizerunkiem Muhammada. Pasza nie podejmował żadnych kroków, czekając, aż sam zostanie pozbawiony tytułu przez sułtana, a wtedy jego siły z Anatolii wyruszą na bezbronny Stambuł. Czas, który upłynął na negocjacjach i bezczynności Egipcjan, wykorzystała Turcja, która zmobilizowała posiłki z Bośni. Armia dowodzona przez Raszida Paszę poniosła jednak druzgocącą klęskę pod Konyą. Ibrahim ruszył na stolicę Imperium, lecz w odległości 200 km od Stambułu, w Kutahyi, Muhammad w liście do syna nakazał mu zatrzymać wojsko. O tej decyzji zadecydowały okoliczności międzynarodowe.
Mahmud II przyjął ofertę pomocy rosyjskiej, podpisując tzw. traktat Unkiar-Iskielessi, ku przerażeniu Francuzów i Brytyjczyków, którzy przyglądali się z niepokojem postępom Muhammada. Gdy armia rosyjska znalazła się pod Stambułem, Wielka Brytania i Francja zagroziły zbombardowaniem Aleksandrii, jeżeli Muhammad nie wycofa się z Anatolii. Mocarstwa europejskie bały się najbardziej nadmiernego wzrostu wpływów rosyjskich w Turcji.
W 1833 roku podpisano pokój w Kutahyi. Egipt musiał zapłacić Turcji trybut z posiadanych terenów: Egiptu, Syrii i Tarsu w wysokości 15 mln piastrów. Pokój w zasadzie nie zadowolił nikogo: ani Turcji i Egiptu, ani mocarstw europejskich bojących się utraty kontroli nad Turcją na rzecz Rosji.

## Rządy w Syrii
Panowanie Ibrahima w Syrii przyniosło spokój i rozwój gospodarki oraz uporządkowanie administracji. Przestały grasować zbrojne bandy, wprowadzono stałe podatki, scentralizowano władzę. Dochód z tego terenu zwiększył się czterokrotnie w ciągu kilku lat bez radykalnych obciążeń ludności. Podróżnicy i ambasadorowie europejscy chwalili rządy Ibrahima za zaprowadzenie ładu i porządku.
W 1832 roku otwarto konsulaty państw europejskich w Syrii. Ibrahim wprowadził swobodę wyznania. Tolerowano chrześcijan, znosząc nakaz noszenia rozpoznawalnych znaków na ubraniach. Rozwijało się rolnictwo, ziemie Antiochii zostały przekształcone w gospodarstwa rolne pierwszy raz od wielu wieków. Zbudowano port w Aleksandretcie i w Sajdzie, tworzono nowe drogi. Wszystkie te działania okupione były jednak niezadowoleniem miejscowej ludności. Uciążliwy był przymusowy skup jedwabiu, pobór do wojska oraz szarwark. Wyższe podatki również zniechęcały ludność. W latach 1834, 1835 i 1840 doszło do znacznych wybuchów niezadowolenia na terenie Libanu, Jerozolimy i Damaszku.

## Sprawa arabska w latach 30. XIX w.
W 1832 roku doszło w Arabii do buntu stacjonujących tam wojsk z powodu nieotrzymywania żołdu. Do rewolty przyłączyli się także miejscowi. Przy poparciu angielskim (tamtędy przebiegał szlak do Indii) Egipcjanie zajęli południowy Jemen i Mokkę, należało jeszcze podbić północ Jemenu, Hidżaz i Nedżd. Tłumienie powstania trwało niezmiernie długo, pokonywanie oddziałów powstańczych było mozolne i zakończyło się w 1838 roku. Zaniepokojeni sukcesami Muhammada Anglicy zdecydowali się na zajęcie w 1839 roku Adenu, portu w którym ładowano węgiel na parowce. Znaczenie straciłaby wtedy egipska Mokka, czego Muhammad chciał uniknąć. Stosunki egipsko-brytyjskie pogorszyły się. Pierwszy raz przyczyną zwady były tereny na Półwyspie Arabskim.

## Stosunki egipsko-tureckie w latach 1835–1840
Muhammad w dalszym ciągu, pomimo władzy nad 35% imperium osmańskiego był zależny dyplomatycznie od Stambułu, gdyż tam swoje siedziby mieli europejscy ambasadorowie. Jego zabiegi zmierzające do utworzenia konsulatów w Kairze nie powiodły się.
Kolejną sporną sprawą było dziedziczenie władzy w Egipcie. Do tej pory władza synów po śmierci ich ojca nie była usankcjonowana prawnie między Kairem a Stambułem. Turcy domagali się oddania Syrii i części Anatolii za wyrażenie zgody na dziedziczenie paszałyku egipskiego. W roku 1836 w Kurdystanie zaczęły gromadzić się wojska osmańskie. Mimo tego stosunki turecko-egipskie były pozytywne. Państwa oficjalnie pomagały sobie w tłumieniu powstań: w Albanii, w Arabii, w Syrii. Muhammad nie chciał samemu ogłosić swej władzy dziedziczną, gdyż momentalnie straciłby poparcie na nowo zdobytych terenach i wśród władców muzułmańskich oraz europejskich. Anglicy wprawdzie byli jedynymi odbiorcami bawełny, lecz nie osiągali oczekiwanych zysków. Nie mogli transportować w nieograniczonej liczbie kawy z Arabii do Europy, obawiali się ponadto utraty kontroli nad szlakiem do Indii. Co więcej, ciągle żywe były obawy wzrostu potęgi Rosji kosztem Porty, jeśli doszłoby do wojny Turcji z Egiptem. Anglicy dlatego poparli sułtana, wierząc, że odbije on Syrię i obali swego nieposłusznego sługę, Muhammada.
W 1838 roku Muhammad zażądał od państw europejskich gwarancji dla dziedziczności tronu i uznania syryjskich reform. Wtedy też przestał płacić trybut sułtanowi. Wojska obu państw przeprowadziły brankę i zmierzały w stronę swych granic. Pod koniec 1838 roku Porta podpisała korzystne dla Francji i Wielkiej Brytanii traktaty handlowe, w których zezwalano tym państwom na nieograniczony handel ze wszystkimi prowincjami osmańskimi, w tym z Egiptem. Muhammad starał się obejść rozkaz i nie likwidować państwowego monopolu, tłumacząc to zubożeniem fellahów.
Chcąc opłacić niewynagradzaną od 18 miesięcy armię Ibrahim skonfiskował majątki syryjskich bogaczy oraz podwoił większość podatków. Armia turecka w 1839 roku przekroczyła graniczny Eufrat. W obu armiach dochodziło jednak masowo do dezercji. Turcy nie wykonywali w Syrii rozkazów dowództwa. W armii egipskiej zaczął panować głód, miejscowi podburzani przez Turków utrudniali działania egipskiego wojska. 24 czerwca doszło do bitwy pod Nizip, w której oddziały sułtańskie poniosły druzgocącą klęskę. 10 lipca zmarł sułtan Mahmud II. 14 lipca flota turecka wpłynęła do Aleksandrii i poddała się Egipcjanom. Sułtanem został Abdülmecid I. Muhammad nakazał Ibrahimowi zaprzestanie działań. Sułtan w swym liście zaproponował pokój i nadał Muhammadowi dziedziczną władzę w Egipcie. Pasza odrzucił tę ofertę, domagając się Syrii, Arabii, Krety i części Anatolii. Stambuł był już skłonny iść na dalsze ustępstwa, gdy pod koniec sierpnia Wielka Brytania, Austria, Francja, Prusy i Rosja w nocie do sułtana ujawniły chęć wmieszania się w konflikt. Anglikom udało się wciągnąć Rosję we współpracę całej grupy europejskiej.
Wszystkie państwa, z wyjątkiem popierającej paszę Francji, chciały wymusić na Muhammadzie oddanie terytoriów z wyjątkiem dziedzicznego Egiptu i Akki, która miała zostać przekazana paszy dożywotnio. W przypadku niedostosowania się do nakazów mocarstw Muhammad miał zostać obalony. Pasza stanowczo odrzucił żądania. Doszło do blokady Bejrutu. 85 000 Egipcjan zostało odciętych od macierzy. Pod koniec 1840 roku sprzymierzeńcy zajęli prawie całą Syrię. Ibrahim wycofywał się z ogromnymi stratami.
Muhammad został zmuszony do zaakceptowania decyzji sułtana o dziedziczeniu jedynie Egiptu wedle zasady starszeństwa, armię zredukowano do 18 000 osób, flotę włączono w skład floty osmańskiej, trybut miał wynosić 25% dochodów paszy.
Ubocznym efektem tego zdarzenia było uzależnienie Turcji od mocarstw europejskich. W 1841 anulowano traktat Unkiar-Iskielessi i zamknięto dla wojska Bosfor i Dardanele. Muhammad poniósł klęskę, próbując zastąpić Turcję swym państwem. Nie stworzył ogromnego egipskiego imperium, licząc na bierność ze strony Europy, która sama wyniosła z konfliktu największe korzyści, podporządkowując sobie gospodarczo i politycznie Turcję, czyli tereny prawie całego Bliskiego Wschodu.

## Reformy wewnętrzne

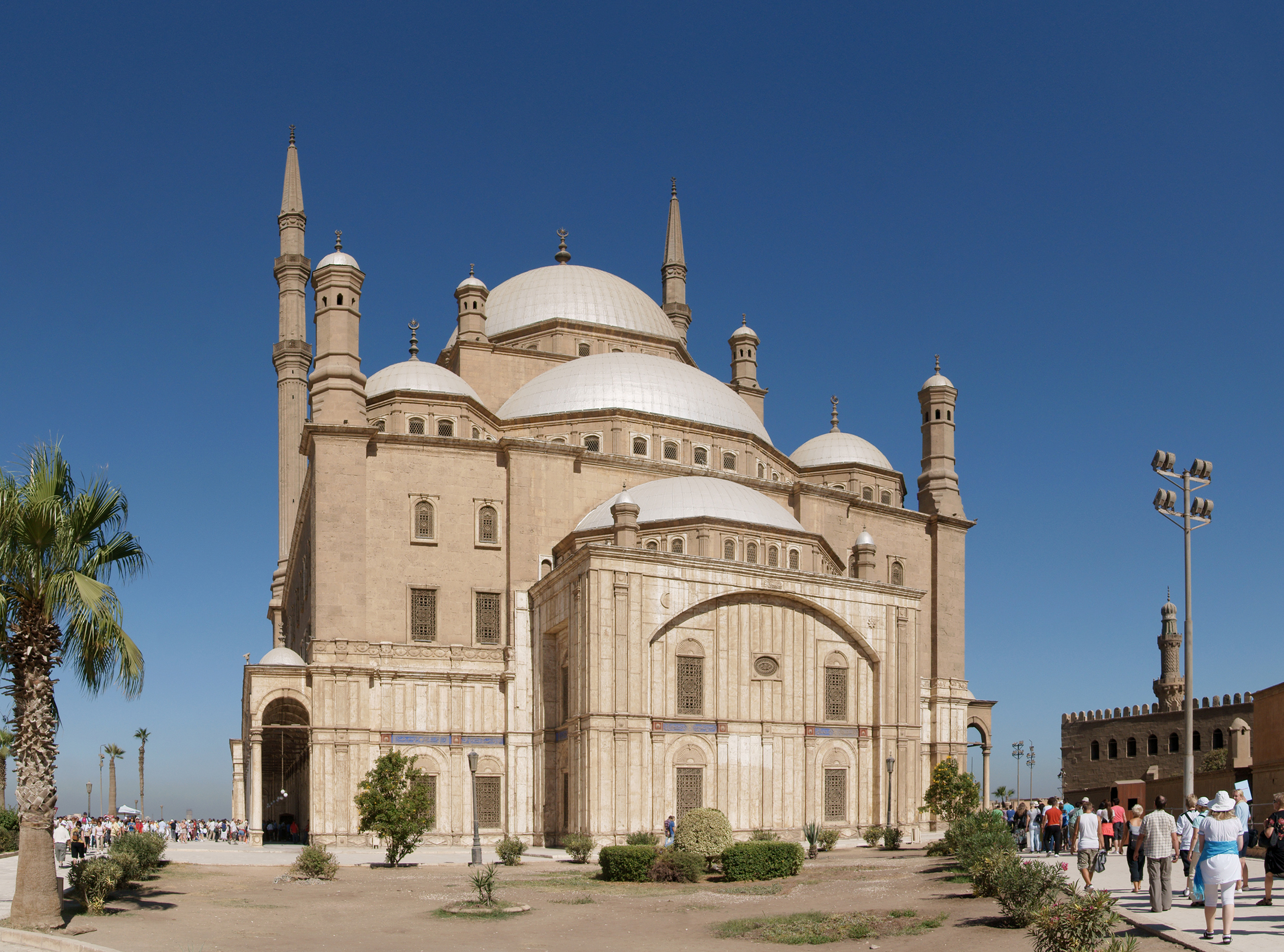
Meczet Muhammada Alego w Kairze

By móc odpowiednio zreformować egipską armię, Muhammad potrzebował ciągle znacznych sum pieniędzy. W tym celu przestawił rolnictwo na produkcję bawełny. Brytyjskie manufaktury, które były głównymi odbiorcami egipskich surowców, chętnie kupowały na tym rynku towar do przeróbki w Wielkiej Brytanii. Muhammad nakazał egipskim chłopom, by uprawa bawełny stopniowo wypierała inne rodzaje roślin w kraju. Podczas żniw Muhammad wykupił osobiście od chłopów całość bawełny i sprzedał ją indywidualnie angielskim kupcom, czyniąc z handlu tym produktem prywatny monopol. Próbował również otworzyć na terenie własnego kraju fabryki tekstylne, które wykorzystywałyby bawełnę na miejscu produkując gotowe już ubrania, jednak ten eksperyment nie powiódł się.
Reformy zmierzające do wzrostu siły militarnej państwa przyczyniały się do rozwoju całej infrastruktury: tworzono nowe szkoły, kliniki, kanały i drogi, fabryki produkujące odzież i uzbrojenie oraz stocznię w Aleksandrii (całe drewno było sprowadzane z zagranicy). Muhammad, nakazując chłopom służbę w wojsku, kazał także wykonywać prace publiczne – szarwark, co doprowadziło do wzrostu zatrudnienia. Ocenia się, że za panowania tego władcy w Egipcie otwarto 29 dużych fabryk, w tym: przędzalnie, farbiarnie, bielarnie, 200 warsztatów tkania jedwabiu, odlewnie, wytwórnie broni. Chłopi niechętni przymusowej pracy często uciekali z kraju. Celem uniknięcia służby wojskowej wielu chłopów okaleczało się, by być niezdolnym do walki. Najczęstszymi metodami samookaleczania się było oślepianie oka przy pomocy trutki na szczury i obcinanie wskazującego palca prawej dłoni, który był ważny przy strzelaniu z karabinu.
Ówcześni znawcy Egiptu podkreślali, że przemysł tego kraju nigdy nie będzie rozwinięty z kilku przyczyn: Egipt jest uzależniony od dostaw maszyn z Europy, panują tam złe warunki klimatyczne, jakość wytwórstwa jest niska z powodu braku odpowiednich fachowców, maszyny parowe są uzależnione od paliwa niepochodzącego z Egiptu.
W XIX-wiecznym Egipcie zamykano zakłady prywatne, tworząc państwowe stanowiska pracy, zatrudniano pozbawionych własnych warsztatów rzemieślników, także dzieci, bezrolnych fellahów zmuszano do pracy. Sprowadzano zagranicznych specjalistów, którzy mieli wyszkolić lokalne kadry, by uniezależnić się od ekspertów z zewnątrz. Odzież produkowana w Egipcie zaczęła powoli wypierać odzież angielską, co doprowadziło do konfliktu gospodarczego między tymi krajami.

### Sprawy podatkowe
Na początku XIX wieku aparat administracyjny i podatkowy w Egipcie był skorumpowany. Poborcy podatkowi byli jednymi z najbogatszych osób w państwie. Ówcześnie poborca, chcąc zyskać szacunek, musiał być surowy, gdyż w innym przypadku fellah nie zapłaciłby podatku.
Pierwsza połowa panowania Muhammada upłynęła na walce z multazimami i systemem iltizamu. Na rzemieślników i chłopów oraz poborców podatkowych, ulemów i szejków nakładano coraz to wyższe obciążenia, które miały na celu wyszkolenie silnej armii. W 1807 roku szejkowie egipscy zostali opodatkowani po raz pierwszy w historii. Jeżeli fellah nie był zdolny do zapłaty podatku, konfiskowano wtedy jego zwierzęta i mienie, które posiadał. Stąd gwałtowne protesty najbiedniejszych i ich ucieczki w dalekie rejony kraju. Niezwykle popularne były również tzw. podatki specjalne.
W 1809 roku szejkowie zaprotestowali przeciwko agresywnej polityce podatkowej władcy. Napisali petycję, w której domagali się złagodzenia obciążeń. Muhammad zdecydował się na konfrontację z tą bogatą grupą. Przedstawicielem opozycyjnego stronnictwa był szejk Omar. Nie chciał się zgodzić na złożenie wymaganego odcisku swej pieczęci na liście Muhammada do sułtana z prośbą o zmniejszenie trybutu z powodu nieurodzaju. Pasza po prostu zdymisjonował Omara z zajmowanego stanowiska i zakazał mu opuszczać Kair. Grupa szejków al-Azhar, z której pochodził Omar, skompromitowała się rok później, gdy studentów nauczanych przez nich przyłapano na fałszerstwie pieniędzy. Szejkowie zostali podzieleni, co było sukcesem władcy.
Multazimom, których liczbę szacuje się na 6000, konfiskowano ziemię, tłumacząc to panującą wojną w Arabii i koniecznością pozyskiwania dodatkowych środków na wyprawienie niezbędnych oddziałów wojska. Od 1815 roku renta wypłacana wszystkim poborcom podatkowym została zmniejszona o połowę. Muhammad tłumaczył swoje decyzje skargami fellahów na surowość multazimów. Spowodowało to częściowe niezadowolenie w kręgach dowódczych, jako że niektórzy oficerowie również byli poborcami podatkowymi.
Konfiskowano również niezwykle zaniedbane i zacofane ziemie należące do meczetów, medres, szpitali, bibliotek, które nie mogły być sprzedawane. Przynosiły bardzo małe dochody, gdyż głównie nie były użytkowane, dlatego Muhammad, pragnąc zapobiec powstawaniu jeszcze większych różnic gospodarczych, zawłaszczył te tereny.
Podatki pobierano głównie w zbożu, które było nabywane przez kupców angielskich. Bezpośrednią sprzedażą zajmowali się ludzie oddani władcy, a zyski trafiały do skarbu państwa lub do kiesy Muhammada. Pasza niezwykle dbał o swoje włości. Po roku 1841 wszystkich zdemobilizowanych żołnierzy zatrudnił we własnych ziemiach przy robotach publicznych.

### Wprowadzanie monopoli
Od roku 1807 Muhammad rozpoczął wprowadzanie monopoli. Odtąd handel zbożem, cukrem, ryżem, bawełną, kakao, szafranem, sezamem, grochem i fasolą był zarezerwowany jedynie dla władcy. Wszystkie te produkty w Egipcie skupował za niską cenę pasza, a następnie sprzedawał je kupcom zagranicznym, głównie angielskim, za kwoty wyższe. Wraz z wprowadzeniem monopoli rozwinął się również transport na Nilu, gdyż większość towarów była przewożona aż do Rozetty lub do Aleksandrii. W 1820 roku wprowadzono monopol na figi, miód i wosk.
Monopole ograniczały wewnętrzny handel, ponieważ kupcy z powodu nakładanych cen maksymalnych byli zmuszeni do bycia pośrednikami między państwem a ludnością, z czego znacznych korzyści nie czerpali. Skarb posiadał większe dochody kosztem zubożenia społeczeństwa i zahamowania rozwoju handlu i wytwórstwa. Przemysł lekki i postępowy nie posiadał potrzebnych nabywców. Ludność nie miała pieniędzy, by kupować produkowane towary, a armia przestała potrzebować w pewnym okresie kolejnych dostaw. Unowocześnianie rolnictwa, zmiany w administracji i handlu były podporządkowane interwencjom zbrojnym, które pochłaniały ogromne sumy pieniędzy, a płacili za to głównie chłopi.

### Uprawa bawełny
Handel bawełną został objęty monopolem w latach 1815-16. W roku 1817 francuski inżynier przypadkowo odkrył krzak bawełny długowłóknistej w Kairze. W roku 1822 na uprawę bawełny przeznaczono znaczną ilość ziemi w Egipcie Dolnym. Wprowadzano ulgi dla hodowców, unowocześniano sprzęt i kanały nawadniające pola. Już w 1823 roku wyprodukowano 11 000 ton bawełny najwyższej jakości. Opłacalność uprawy bawełny była większa niż innych roślin, dlatego wielu fellahów przekształcało swoje pola. Największe korzyści z uprawy czerpał naturalnie skarb państwa.

### Fellahowie
Uważa się, że dola fellahów za panowania Muhammada uległa polepszeniu w porównaniu z końcem wieku XVIII. Obciążenia podatkowe były znacznie większe, fellahowie ciągle byli zadłużeni, musieli sprzedawać swe produkty po państwowych, niskich cenach. Mimo to ludność Egiptu rosła w szybkim tempie. Na początku panowania Muhammada państwo liczyło około 3 mln obywateli. 40 lat później, pomimo wojen i epidemii, ludzi było już 4,5 mln, co świadczy o wejściu kraju w fazę gwałtownego rozwoju.
W latach 20. w rejonach Delty przy budowie kanałów, nawadnianiu i konserwacji sprzętu pracowało aż 400 000 fellahów, którzy byli wraz z rodzinami przemieszczani z miejsca na miejsce. Za swoją pracę szarwarczną nie otrzymywali wynagrodzenia.
Od roku 1831 pasza wydał zgodę na sprzedaż zboża przez fellahów bezpośrednio kupcom. Powodem były złe zbiory i braki w żywności. Wraz z ogromnym długiem wsi pasza rozdzielił część ziemi wojskowym i urzędnikom z zadaniem ściągnięcia zaległych podatków, mimo że większość wsi nie miała zdolności wypłaty pieniędzy.
Pod koniec panowania Muhammada rozwinęły się dwa rodzaje dóbr ziemskich: abadijja i cziftlik. Jednak nowy system nie funkcjonował właściwie. Chłopi zbiegali do bogatszych cziftlików zarządzanych przez paszę. Fellahowie starali się omijać przepisy i łamać prawo poprzez sprzedaż towarów zagranicznym kupcom, monopole przestały już funkcjonować ze względu na zbytnią centralizację i zły stan zdrowia władcy. W latach 40. powstały grupy posiadające ziemie, które wzbogaciły się pracując dla państwa, ale wykorzystując swój urząd dla celów prywatnych. Byli to dzierżawcy ziemi oraz szejkowie. System zaczął przypominać instytucję iltizamu, którą Muhammad zlikwidował wiele lat wcześniej.

### Duże miasta
Do największych miast Egiptu należał Kair oraz Aleksandria. Ten pierwszy liczył 300 000 mieszkańców, drugie miasto około 60 000. Miasta owe szybko rozwijały się ze względu na osiedlanie się w nich zbiegłych ze wsi fellahów. Zmieniano wygląd tych „wizytówek” kraju. Stawiane budynki były tworzone według nowoczesnych planów, oczyszczano okolice ze śmieci, doprowadzono stałą wodę pitną dzięki nowym akweduktom, Kair został oświetlony latarniami gazowymi, otwierano nowe szkoły, biblioteki, archiwa, szpitale oraz zakłady pracy, brukowano ulice, stworzono ogromny port przeładunkowy w Bulaku, w pobliżu Kairu. Część budynków powstała dzięki pieniądzom zagranicznych, głównie europejskich, inwestorów. To ich wpływ zapewnił również modernizację Kairu i Aleksandrii. Do dużych sukcesów Muhammada należy także połączenie linią telegraficzną obu miast oraz zbudowanie drogi z Kairu do Suezu.

### Zarządzanie krajem
Muhammad Ali rządził w Egipcie praktycznie sam, przy współudziale rodziny. W 1820 roku powołał Radę Stanu będącą organem informacyjnym i doradczym. W 1837 roku otwarto siedem ministerstw: spraw wewnętrznych, spraw zagranicznych, oświaty, wojny, marynarki, finansów i rolnictwa. Większość inicjatyw pochodziła bezpośrednio z Kairu i urzędnicy prowincjonalni byli zmuszeni do wykonywania woli władzy. Sprzyjało to przeprowadzaniu szybko wielkich reform.
System ten nie sprawdził się jednak podczas poboru do wojska, zbierania podatków i nadzoru związanego z uprawą bawełny. Egipt podzielono na 7 prowincji, a te na 60 okręgów, które podzielono z kolei na powiaty. Każdą jednostką terytorialną zarządzała jedna osoba wraz z podległymi jej urzędnikami. Pomimo decentralizacji pasza był informowany o korupcji i nadużyciach, sam również przeprowadzał inspekcje. Jeżeli dochodziło do skomplikowanych problemów, związanych z zarządzaniem danym obszarem, władca zajmował się nimi osobiście (jest to dowód na dużą centralizację władzy). Najwyższe urzędy w państwie piastowali głównie Turcy posiadający potrzebne doświadczenie. Językiem urzędowym był nie arabski, lecz turecki. Dopiero od lat 40. Arabowie zaczęli wypierać Turków z zajmowanych stanowisk.
Chcąc podnieść kwalifikacje i kompetencje swych urzędników Muhammad stosował kary i upomnienia, a także nagrody dla dobrze wypełniających swoje obowiązki. Otwierano również specjalne szkoły nauczające przyszłą kadrę urzędniczą. W Egipcie kara śmierci istniała, lecz stosowano ją niezwykle rzadko. Dotyczyło to poważnych przestępstw. Jako „obrońca fellahów” Muhammad zagroził szejkom śmiercią w przypadku zabicia swego podwładnego.
Finanse państwa, pomimo prowadzenia wielu wojen i ogromnych przedsięwzięć oraz inwestycji, przedstawiały się korzystnie. Co roku bilans dochodów i wydatków był korzystny dla skarbu egipskiego. Podstawowe dochody przynosił handel i eksport bawełny. Sprzedawano również w mniejszych ilościach zboże i ryż, odzież oraz gumę arabską.

### Oświata
W okresie panowania Muhammada otwarto dużo więcej szkół niż kiedykolwiek wcześniej w Egipcie. Rozpoczęto pierwszy raz w krajach muzułmańskich świeckie nauczanie. Świeckich podstawowych szkół otwarto 70. Wspomniana wcześniej szkoła szejków al-Azhar była głównym miejscem kształcenia, przede wszystkim teologów i prawników. Funkcjonowały w państwie także madrasy, w samym Kairze aż 20. Wykładano również potrzebne przedmioty oficerom i inżynierom.
W szkołach podstawowych nauczano matematyki i języka arabskiego, w przygotowawczych (średnich) języka tureckiego, matematyki, geografii, historii i rysunku, w specjalistycznych (wyższych) zaś medycyny, chirurgii, farmacji, weterynarii, rolnictwa, inżynierii, a także administrowania. Wszystkich uczniów utrzymywało państwo przy pomocy systemu stypendialnego. Tłumaczono wiele europejskich dzieł chcąc podnieść poziom wykształcenia ludności. Pierwszą drukarnię otwarto w Bulaku w 1822 roku. Wydano w niej do 1850 roku 300 pozycji. Ceny książek były niskie z myślą o biedniejszych. Także za czasów paszy rozpoczęto wydawać stałą gazetę w Kairze. Od 1824 roku w Aleksandrii działało wydawnictwo European Press.
Podkreślano znaczenie higieny, kwarantanny podczas epidemii, otwierano nowe szpitale. Całość panowania Muhammada charakteryzowała tolerancja religijna, działalność zakonów katolickich oraz misji. Bezpieczeństwo innowierców podkreślali również podróżnicy z Europy. Egipt był miejscem, w którym mieszały się wpływy europejskie i orientalne.

## Ostatnie lata

Herb Królestwa Egiptu i Sudanu

W roku 1841 Muhammad przeszedł kryzys psychiczny, który przy zbytniej centralizacji władzy doprowadził do gorszego funkcjonowania państwa. Trzy lata później zaczęły występować u niego oznaki przemęczenia psychicznego i osłabienia fizycznego. Regentem z powodu starości ojca i następcą panującym kilka miesięcy został jego syn, Ibrahim Pasza. Władza po śmierci Ibrahima ponownie przeszła w ręce Muhammada, który po śmierci syna stracił kontakt z rzeczywistością. Muhammad zmarł w sierpniu 1849 roku. Twórca egipskiej potęgi został pogrzebany w meczecie w Kairze. Jego sukcesorem został wnuk Abbas I. Potomkowie Muhammada rządzili Egiptem do 1953, czyli detronizacji jednorocznego Fu’ada II, posługując się kolejno tytułami wicekróla Egiptu, kedywa (1867-1914), sułtana (1914-1922) i króla.

## Postrzeganie Muhammada

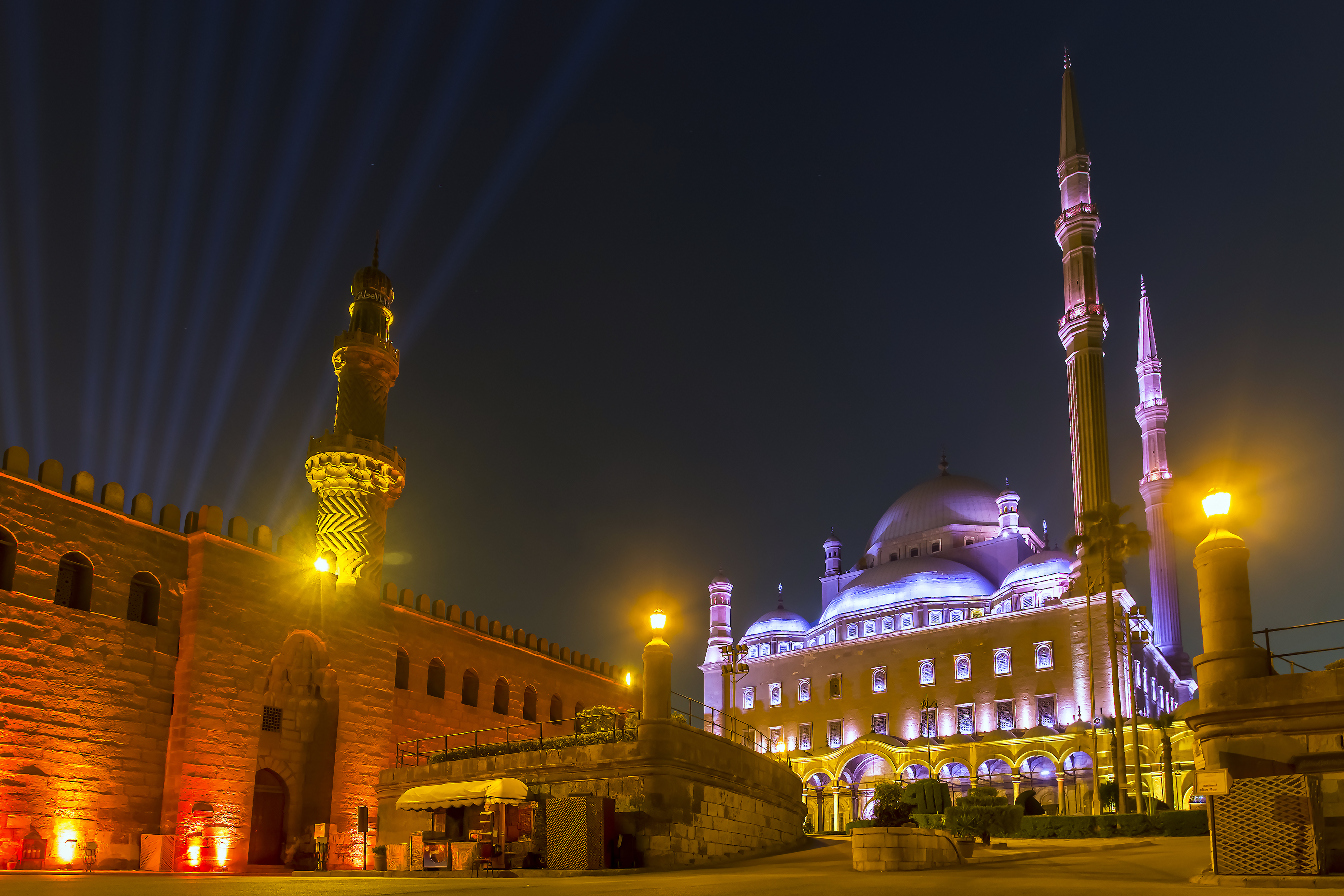
Meczet Muhammada Alego znany także jako Meczet Alabastrowy

Pasza Egiptu był uważany przez zagranicznych wizytatorów za wschodniego despotę i satrapę, tyrana nie liczącego się z nikim, praktykującego brutalny styl rządzenia, likwidującego każdy przejaw sprzeciwu wobec swoich decyzji. Często sposób działania Muhammada był niezrozumiały dla Europejczyków przywykłych do innego stylu rządzenia. Mentalność ludzi z Bliskiego Wschodu była całkowicie inna niż liberalnych Europejczyków. Niektórzy podróżnicy europejscy gorąco wspierali działania paszy za granicą. Ci popierający działania paszy chwalili jego reformy, zdecydowanie oraz opiekę nad najbiedniejszymi mieszkańcami oraz chłopami. Przez współczesnych Egipcjan postrzegany jest w większości pozytywnie chociaż kontrowersje budzą koszty jakie przeciętni Egipcjanie musieli ponieść podczas zmian wprowadzanych podczas jego rządów. Ikoną dziedzictwa Muhammada Alego we współczesnym Egipcie jest znajdujący się na terenie cytadeli kairskiej Meczet Alabastrowy górujący nad Kairem

## Przynależność narodowościowa
Do dziś trwają spory nad tym z jakiego narodu pochodził Muhammad. Wymienia się, że był Albańczykiem, Macedończykiem, Turkiem, a nawet Kurdem. W ówczesnych czasach nie przykładano tak dużej wagi do narodowości – ważniejszą rolę pełniła wyznawana religia. Muhammad Ali niewątpliwie był muzułmaninem z imperium osmańskiego.

## Odznaczenia
- Order Portretu Władcy (Turcja)[2]
- Order Sławy (Turcja)[2]
- Order Legii Honorowej I kl. (Francja)[2]